# 2755 Avicenna
A 2755 Avicenna (ideiglenes jelöléssel 1973 SJ4) a Naprendszer kisbolygóövében található aszteroida. Ljudmila Ivanovna Csernih fedezte fel 1973. szeptember 26-án.